# Liste des logiciels SIG
 (mars 2023).
 (novembre 2010).
Ceci est une liste non exhaustive de logiciels utilisables dans le domaine des systèmes d'information géographique.

## Logiciels libres
- Abc-Map : logiciel de cartographie généraliste multi-plateforme (Windows, Linux, Mac). L'objectif de ce logiciel est de proposer une méthode de création de carte simple et accessible avec peu de connaissances techniques. Plusieurs tutoriels sont disponibles sur le site de distribution.
- ARLAS Explore[1] : solution open source d'exploration et analyse de données géolocalisées stockées dans des systèmes Big Data / NoSQL (Elasticsearch, MongoDB...).
- GeoServer : GeoServer est un serveur open source écrit en Java qui permet aux utilisateurs de partager et modifier des données géospatiales
- GeoTools : un toolkit développé en Java qui implémente les spécifications de Open Geospatial Consortium ;

- GMT : multiplate-forme, puissant mais à l'apprentissage délicat car fonctionnant tout en lignes de commandes ;
- GRASS GIS : aussi connu pour avoir été le plus gros projet géomatique OpenSource. Il regroupe des fonctionnalités raster (en particulier des modules classiques de traitement et d'analyse d'images de télédétection) ainsi que des fonctionnalités vecteurs (alors que GRASS est un SIG à base topologique). Disponible pour Linux, Mac OS X, Unix et Windows ;

- gvSIG : une application SIG libre développée en Java permettant d’accéder à des données en fichiers SIG (GML, SHP) ou CAD (DWG, DXF, DGN), à des bases de données spatiales (PostGIS, MySQL, Oracle) ou serveur (WMS, WCS, WFS, Catalogue ou Gazzeteet), pour Linux, Windows et Mac OS X, et dont l'interface utilisateur est en français et treize autres langues ;
- JOSM est un logiciel permettant de consulter et de modifier les données cartographiques de la base de données libre OpenStreetMap ;
- JUMP est une application Java permettant l'exploitation de services WMS ou de fichiers de données GML conformes aux recommandations de l'Open Geospatial Consortium ;
- MapServer : logiciel de publication de carte sur Internet. Il peut être utilisé pour réaliser des applications Web, mais également pour publier des services Web conformes aux recommandations de l'Open Geospatial Consortium (WMS, WFS, WCS) ;
- MapGuide : serveur cartographique, récemment offert à la communauté OpenSource par Autodesk ;
- MapWindow GIS : SIG extensible, utilisable à partir d'ActiveX sous Windows ;
- OpenLayers : permet d'intégrer des cartes dynamiques dans des sites web à l'aide d'une bibliothèque de JavaScript. On peut alors insérer -avec des connaissances rudimentaire en JavaScript- des outils pour gérer la carte dynamique (gestion de couche, etc.);
- Openmap : permet de développer des applets à intégrer dans des sites web basés sur les Javabeans ;
- OrbisGIS : OrbisGIS est capable d'afficher, de manipuler et de créer des données spatiales vecteur et raster. Entièrement écrit en Java et, de ce fait, multiplateforme. Couplé à la base géospatiale H2GIS (ou à PostGIS). Logiciel français, créé en 2007, dernière version : 5.1 (07/2019) ;
- PostGIS : extension pour la base de données PostgreSQL qui permet de stocker, indexer et requêter des données spatiales ; Logo de PostGIS
- QGIS : logiciel de cartographie basé sur la bibliothèque Qt. Il est disponible sous Linux (KDE), Mac OS X, ou Windows. Il permet notamment la visualisation "à la volée" des couches de données comme des shapefiles ainsi que leur modification. Il comporte également un composant de serveur cartographique ( QGIS Server ), et un système d'extensions permettant l'ajout de fonctionnalités complémentiares ; Logo de QGIS3
- SAGA GIS : logiciel SIG sous GPL pour Windows et Linux ;
- TopoCad[2] : Topographie Cadastrale : logiciel SIG développé à partir de logiciels libres destiné à la gestion du cadastre (import/export EDIGEO).
- uDig : logiciel SIG développé en Java, utilisé pour le développement d'applications tierces ;
- Virtual Terrain Project : logiciel SIG 3D ;
- Webmap SIG Libre! : logiciel SIG basé sur le framework Symfony et la bibliothèque JavaScript OpenLayers sous GPL. Il s'agit d'une application Web permettant de situer des centres d'intérêt. L'application est modifiable, adaptable aux différents serveurs, extensible et internationalisée, donc disponible en plusieurs langues, actuellement français et anglais. ATTENTION: Site inutilisable: procédure de création de nouvel utilisateur inopérante.

## Logiciels propriétaires

### Gratuits
- 3DEM : éditeur de modèles numériques de terrains (MNT) bitmap pour Windows 32 bits très simple d'emploi ;
- AccuGlobe Desktop 2014 :
- dlgv32 Pro : version gratuite et limitée de Global Mapper pour MS Windows 32 ou 64 bits, Mac OS (en utilisant VirtualPC) et Linux (en utilisant Wine). Conçu comme un visualiseur de MNT : la majeure partie des fonctionnalités de Global Mapper sont présentes, mais il est limité entre autres à l'ouverture de quatre fichiers à la fois et par l'impossibilité de sauvegarder la carte ;
- DIVA-GIS : logiciel capable d’éditer les fichiers shapefiles qui offre aussi des outils d’analyses statistiques et géo-spatiales pour la caractérisation des attributs numériques de la base de données associée aux objets contenus dans les shapefiles. Windows ;
- Google Earth : version gratuite à installer sur un PC ou un MAC. En 2016, Google annonce que Google Earth a été installé plus de 2 milliards de fois ;
- Google Earth VR : version gratuite en Réalité Virtuelle sur Steam pour HTC Vive ;
- Google Maps Engine Lite : version gratuite du SIG Cloud personnel de Google sortie en 2013 ; Renommé MyMaps en octobre 2014 ;
- LandSerf : développé en Java, multiplate-forme ;
- MICRODEM : logiciel développé par un professeur de l'Académie navale d'Annapolis, Windows 32 bits et 64 bits ;
- SavGIS : logiciel SIG complet, émanant de la recherche, avec de nombreuses fonctions d'analyse pour l'épidémiologie et la géographie de la santé.

### Commerciaux
- Active 3D d'Archimen Progiciel orienté base de données interactive avec viewer IFC et import auto des données IFC ;
- ANCgraph est un logiciel d'assistance technique au Service Public d'Assainissement Non Collectif (SPANC), de GRAPHinfo. Il utilise le moteur graphique Microstation, de Bentley Systems ;
- AquaMap est un applicatif de gestion d'Adduction en Eau Potable AEP localisé géographiquement ;
- ArcGIS (ArcInfo, ArcView, …) d'Esri ;
- Articque MAP : l’extension géo-décisionnelle pour enrichir vos tableaux de bords QlikView et Qlik Sense avec des représentations cartographiques de vos données.
- BricsCAD+intelliMAP est un logiciel offrant tout un ensemble d'outils SIG (création/modification/édition, requêtes, imports/exports…) dans un environnement de dessin au format DWG. ;
- AutoCAD Map 3D d'Autodesk ;
- Bentley Map de Bentley Systems ;
- CadaMap/CadaWeb sont des logiciels qui permettent de consulter l'ensemble des données constituant la base cadastrale (plans cadastraux et fichiers fonciers), de manière simple ou par requêtes ;
- Cadwork GEP-SIT de Cadwork informatique ;
- CARIS GIS de CARIS ;
- Cartes & Données : depuis 1994, le logiciel de cartographie statistique et décisionnelle est co-édité par Articque et le GIP RECLUS, pour qualifier vos données, réfléchir et approfondir vos analyses puis diffuser vos résultats sur des cartes ou des atlas interactifs. Depuis 2018, disponible en SAAS, il est complété par Articque Platform, La plateforme privative pour apporter le géo-décisionnel collaboratif au cœur de toute l'entreprise,qui permet à tous les utilisateurs métiers, quel que soit leur niveau technique, d’analyser leurs données dans leur contexte géographique pour prendre les meilleures décisions.
- Cartolander - logiciel cartographie de terrain sur tablette  Windows de la société Géorm ;
- Cart@jour logiciel métier spécialisé dans l'eau l'assainissement collectif et non collectif ;
- Citistats Carto : logiciel de cartographie simple et intuitif pour créer des cartes professionnelles rapidement à n'importe quelle échelle (continent, pays, régions, villes, quartiers, ...) avec plus de 400 calques et fonds de plan intégrés.
- ConnectServices : plateforme web cartographique de visualisation et de gestion de données d'infrastructures de la société Dotic
- Data-B :  logiciel SIG spécialisé dans l'immobilier commercial ;
- Edipocket : logiciel cartographique de terrain du Groupe SIRAP ;
- Editop : logiciel cartographique bureautique du Groupe SIRAP ;
- Elyx de 1Spatial (suite logicielle) ;
- EpMap est un logiciel pour créer et personnaliser la gestion d’un parc d’éclairage public multi-communal ;
- EvMap est un outil cartographique destiné aux gestionnaires d'espaces verts et des communes ;
- FME de Safe Software : logiciel de traitement de données spatiales ;
- Fusion de JCMB Technology Inc
- GEO Technologies de Business Geografic - Ciril GROUP (GEO Générateur, GEO Mobilité, GEO Interventions, GEO Services, etc.) pour générer, diffuser et partager en mode web HTML5 responsive toutes sortes d’applications cartographiques multi-publics et multi-supports ; les GEO Solutions métiers de Business Geografic - Ciril GROUP pour la gestion du territoire, des réseaux et infrastructures (GEO Cadastre, GEO Zonages, GEOXALIS, GEO ANC, GEO AC, GEO Eau Potable, GEO Eclairage, GEO Espaces Verts, GEO Voies, GEO SI Routier, GEO Enfance, GEO Elections, NetGeo Telecom, NetGeo Energy, NetGeo Rail, etc.) ; une offre complète de logiciels (EasyRetail), données et services de Business Geografic - Ciril GROUP dédiée au géomarketing pour les acteurs publics et les marchés privés ; des observatoires géostatistiques (Géoclip) et des solutions de Géo-Business Intelligence innovantes (GEO Decisions : GEO Key, SmartGeo, AnalySDIS pour les SDIS, GeoQlik pour QlikView et Qlik Sense, GeoBI pour SAP BusinessObjects) de Business Geografic - Ciril GROUP pour les besoins de géo-représentation, de géo-reporting, de géo-analyse de données et indicateurs métiers et grand public, de géo-décisionnel et de géo-prospective ;
- Geocoder de OPTI-TIME : Logiciel de géocodage ;
- GeoConcept ;
- GeographiX.NET (GeoUrba.Net, GeoIInfo.Net, GeoCim.Net) d'Info TP, SIG métier adapté aux collectivités locales ;
- GeoMedia (GeoMedia, GeoMedia Professional, GeoMedia WebMap, GeoMedia Grid…) d'Intergraph ;
- GeoMap GIS Framework de GEOMAP (suite logicielle - Eau, Assainissement, Electricité, éclairage, Telecom, Facilites management) ;
- GEOSIGWEB - solutions SIG métiers Full Web ;
- GIPS (Graphic Interface Pilot System) de Régaz-Bordeaux ;
- Global Mapper ;
- GoMap de Géomap GIS Amérique ;
- Google Earth Enterprise : version professionnelle de Google Earth à installer sur un serveur de données interne d'une entreprise ;
- Google Earth Engine ;
- Google Earth Enterprise Portable Server : version professionnelle nomade de Google Earth Enterprise à installer sur un appareil mobile (PC, Mac, disque dur, clé usb, smartphone, tablette…) ;
- Google Earth Pro : version professionnelle (gratuite depuis janvier 2015) de Google Earth à installer sur un PC ou un MAC. En 2011, Google annonce que Google Earth a été installé plus de 2 milliards de fois ;
- Google Maps Engine Pro : version à 50$ du SIG Cloud personnel de Google sortie en novembre 2013 ; Renommé en MyMaps Pro en octobre 2014 ;
- Google Maps Engine Plateforme : solution professionnelle du SIG Cloud entreprise supportant des quantités très importantes de données géographiques ;
- IDRISI (Clark Labs, de l'université Clark) : logiciel SIG, principalement basé sur le mode raster (image) ;
- ILOG JViews composants Java 2D de chez ILOG ;
- intelliMAP est un applicatif BricsCAD (noyau graphique de dessin fonctionnant au format DWG) offrant tout un ensemble d'outils SIG (création/modification/édition, requêtes, imports/exports, ...) dans un environnement de dessin au format DWG ;
- Intr@geo de Geosphere
- JMap est une plateforme d'intégration cartographique créée en 1995 par l’entreprise québécoise K2 Geospatial ;
- MacMap SIG multilingue pour Mac OS X édité par Carte Blanche Conseil. Le code source est accessible en open source sur GitHub ;
- Manifold GIS System de manifold .net ;
- MapInfo Professional, Spectrum Spatial, MapXtreme, Engage-3D, Encom Discover de Pitney Bowes Software (PBS) ;
- MobiAnalyst : logiciel d’analyse et d’aide à la décision pour répondre aux enjeux de mobilité durable des personnes par MobiGIS ;
- NETAGIS MAPS - distribué par SMA Netagis : Une solution WebSIG de cartographie web et mobile en HTML5, associée à une gamme d'applications métiers d'aide à la gestion et à la valorisation des données géolocalisées - Collectivités et Professionnels - (Netagis Cadastre, Zonage, connect ADS, SPANC, ASS, Recolement, DT-DICT, Voiries, Referentiels viaires, Signalisations, Deviations/Travaux, Plan interieurs, Bâtiments/terrains) ;
- NumériCad : SIG cadastral et fiscal complet de J.C. Etudes ;
- Oracle Spatial, stockage d'informations géographiques et requêtes spatiales ;
- Oxygis - collection de logiciels SIG (cartographie et gestion de ressources diverses et variées) ;
- OziExplorer : logiciel de cartographie GPS (shareware) ;
- Spatial Information System (SIS) de Cadcorp, distribué en France par Geomod ;
- Smallworld Core Spatial Technology de GE Power Systems - SIG complètement orienté objet - produit anglais ;
- Spaceyes GIS 3D ;
- RealWorld 4D de GEOMAP - Web server/streamer de données big data 3D BIM/CAO/SIG
- TatukGIS de TatukGIS Company - SIG d'origine polonaise disponible en version Editor payante et en version Viewer gratuit avec accès à une multitude de formats du marché SIG et DAO ;
- TopStation de JSInfo - logiciel de SIG orienté métier à destination des géomètres-topographes ;
- TnTMips de MicroImages - produit aux fonctions vecteur (topologiques), CAD et raster ;
- Creamap-visiocarte - logiciels SIG et applications métiers destinés au collectivités locales, avec publication full-WEB. Édité par Mesotech Ingénierie
- VirtualGeo : société spécialisée dans les SIG, qui propose un SDK permettant de développer des applications cartographiques 2D/3D sur le web ou dans des applications « desktop », ainsi que VirtualGeo Studio, une application qui permettant de créer des projets cartographiques 2D/3D en fusionnant des jeux de données en local ou à distance
- ViSit Anywhere : Solution SIG Métiers en mode déconnecté par Géotech répondant aux besoins des exploitants de réseaux (eau, assainissement,électricité, éclairage public...) aussi bien au bureau que sur le terrain ;
- X'Map (anciennement X-layers) : logiciel cartographique Web du Groupe SIRAP.